# ホワイト・ボーイ・リック
『ホワイト・ボーイ・リック』（White Boy Rick）は2018年のアメリカ合衆国の伝記映画。監督はヤン・ドマンジュ、主演はリッチー・メリットが務めた。1980年代に14歳でFBIの情報提供者となった少年リチャード・ウェルシュ・Jrを描いている。なお、本作は日本国内で劇場公開されなかったが、2019年6月5日にDVDが発売された。

## あらすじ
1983年。デトロイトに暮らす不良少年、リチャード・ウェルシュ・JrはFBIの情報提供者として活動するようになった。このとき、ウェルシュ・Jrは14歳で、アメリカ史上最年少の情報提供者であった。ウェルシュ・JrはFBIのおとり捜査に貢献したが、FBIはその功績に一切報いることがなかった。それに憤慨したウェルシュ・Jrがコカインの密売を始めたところ、大々的な成功を収めることになった。麻薬ビジネス界の大物にまでのし上がったウェルシュ・Jrだが、そのとき彼は16歳であった。

## キャスト
※括弧内は日本語吹替
- リチャード・ウェルシュ・Sr: マシュー・マコノヒー（咲野俊介）
- リチャード・ウェルシュ・Jr（英語版）: リッチー・メリット（河西健吾）
- ドーン・ウェルシュ: ベル・パウリー（早川舞）
- アレックス・スナイダー捜査官: ジェニファー・ジェイソン・リー（高尾まみ）
- メル・ジャクソン: ブライアン・タイリー・ヘンリー（三瓶雄樹）
- バード捜査官: ロリー・コクレーン
- ラデル・"ブー"・カリー: RJ・サイラー（英語版）
- ジョニー・"リマン"・カリー: ジョナサン・メジャース
- アート・デリック: エディ・マーサン（渡辺和貴 (声優)）
- キャシー・ヴォルサン＝カリー: テイラー・ペイジ（英語版）
- ローマン・"レイ"・ウェルシュ: ブルース・ダーン（間宮康弘）
- ヴェラ・ウェルシュ: パイパー・ローリー（押川チカ）
- "フリーキー・スティーヴ"・ルーセル: イッシュダー（英語版）
- レオ・"ビッグマン"・カリー: YG
- ブラック・エド: ダニー・ブラウン

## 製作
2015年2月、スタジオ8が本作の脚本の映画化権を獲得したと報じられた。2016年11月、ヤン・ドマンジュの監督起用とマシュー・マコノヒーのキャスト入りが発表された。2017年1月、ブルース・ダーンとジェニファー・ジェイソン・リーが本作に出演するとの報道があった。2月、ベル・パウリーとブライアン・タイリー・ヘンリーの出演が決まった。3月、リッチー・メリット、YG、テイラー・ペイジ、パイパー・ローリー、RJ・サイラーがキャスト入りした。主人公リチャード・ウェルシュ・Jrを演じることになったリッチー・メリットはボルチモア出身の15歳の少年で演技経験はなかった。
2017年3月14日、本作の主要撮影が始まった。テスト試写での好評を受けて、ドマンジュ監督は追加撮影を許可された。

## 公開・興行収入
当初、本作は2018年1月12日に全米公開される予定だったが、同年1月26日→8月17日と公開日の延期を繰り返し、最終的に9月14日に全米公開されることになった。
2018年9月7日、本作は第43回トロント国際映画祭でプレミア上映された。
本作は『シンプル・フェイバー』、『アンブロークン: パス・トゥ・リデンプション』、『ザ・プレデター』と同じ週に封切られ、公開初週末に500万ドルから900万ドルを稼ぎ出すと予想されていたが、この予想は的中した。2018年9月14日、本作は全米2504館で公開され、公開初週末に886万ドルを稼ぎ出し、週末興行収入ランキング初登場4位となった。

## 評価
本作は批評家から好意的に評価されている。映画批評集積サイトのRotten Tomatoesには82件のレビューがあり、批評家支持率は63%、平均点は10点満点で6.3点となっている。サイト側による批評家の見解の要約は「キャスト陣（特にマシュー・マコノヒー）の名演のお陰で、『ホワイト・ボーイ・リック』は脚本のお粗末さを相殺できている。」となっている。また、Metacriticには32件のレビューがあり、加重平均値は60/100となっている。なお、本作のCinemaScoreはBとなっている。